# Jaskinnica cętkowana
Jaskinnica cętkowana (Speleomantes supramontis) – gatunek płaza ogoniastego z rodziny bezpłucnikowatych (Plethodontidae). Występuje endemicznie na sardyńskim pasmie górskim Supramonte na wysokościach do 1360 m n.p.m. Dorasta do 13,5 cm długości i cechuje się zmiennym ubarwieniem. Gatunek zagrożony (EN) w związku z niewielkim zasięgiem występowania, degradacją jego siedliska oraz nadmiernym odłowem dorosłych osobników. Zagrażać mu mogą również infekcje patogenicznego grzyba Batrachochytrium salamandrivorans.

## Wygląd
Samce dorastają do 13,5 cm długości, a samice do 13,3 cm. Dorosłe samice są mocniej zbudowane niż samce. Kończyny dobrze rozwinięte, kończyny tylne dłuższe niż przednie. Przednie stopy mają 4, a tylne 5 spłaszczonych palców. Ubarwienie mocno zmienne – kolor podstawowy od ciemnobrązowego do czarnego – występują również kropki i plamki. Na szyi może występować wzór w kształcie litery V (lub odwróconej litery V) lub litery X. Brzuch jest jasny i czasami prześwitujący – przez co widać narządy wewnętrzne. Brzuch i gardło mają czasami ciemniejszą barwę.

## Zasięg występowania i siedlisko
Endemit. Występuje w środkowowschodniej Sardynii w pasmie górskim Supramonte w pobliżu zatoki Golfo di Orosei. Spotkać go można także na masywie wapiennym Monte Tuttavista. Płaz ten spotykany jest na wysokościach 100 – 1360 m n.p.m., a jego zasięg występowania wynosi 708 km². Zasiedla wilgotne wychodnie skalne, jaskinie wapienne, szczeliny oraz obszary zalesione w pobliżu strumieni charakteryzujące się występowaniem mchu. Występuje rozwój prosty, a samica składa kilka jaj na ziemi. Tak jak inne gatunki Speleomantes, płaz ten wystrzeliwuje język w celu złapania ofiary.

## Status i ochrona
Gatunek zagrożony (EN) w związku z niewielkim zasięgiem występowania, spadkiem jakości jego siedliska oraz nadmiernym odłowem osobników dorosłych. Obserwuje się również spadek w rozmiarach populacji. Utrata siedliska spowodowana jest wycinką drzew oraz pożarami zainicjowanymi przez ludzi. Jaskinnicy cętkowanej zagraża również zmiana klimatu. Płaz ten jest zapewne wrażliwy na infekcje patogenicznego grzyba Batrachochytrium salamandrivorans, jako że testy laboratoryjne wykazały podatność na owe infekcje u spokrewnionych gatunków.
Gatunek ten występuje w Parku Narodowym Gennargentu oraz na co najmniej dwóch obszarach Natura 2000. Wymieniony jest również w załączniku II konwencji berneńskiej oraz załączniku II i IV dyrektywy siedliskowej Unii Europejskiej. W ochronie może pomóc zabezpieczenie obszarów chronionych oraz dalsza badania nad B. salamandrivorans i jego wpływem na płaza.